# Inger Bjørnbakken
Inger Bjørnbakken (ur. 28 grudnia 1933 w Bærum, zm. 13 lutego 2021 tamże) – norweska narciarka alpejska, mistrzyni świata.

## Kariera
Wystartowała na igrzyskach olimpijskich w Cortinie d’Ampezzo w 1956 roku, gdzie zajęła szóste miejsce w slalomie i czternaste w gigancie. Podczas rozgrywanych dwa lata później mistrzostw świata w Badgastein wywalczyła złoty medal w slalomie. W zawodach tych wyprzedziła Austriaczkę Josefę Frandl i Annemarie Waser ze Szwajcarii. Był to jej jedyny medal wywalczony na międzynarodowej imprezie tej rangi. Pięć dni później zajęła dziesiąte miejsce w gigancie. Brała również udział w igrzyskach olimpijskich w Squaw Valley w 1960 roku, gdzie uplasowała się na 14. pozycji w slalomie i 20. w gigancie.
W 1958 r. Bjørnbakken otrzymała medal Holmenkollen. Jest jedną z 11 osób, które nie uprawiały narciarstwa klasycznego, a otrzymały to wyróżnienie. Pozostali to: Stein Eriksen, król Haakon VII, Astrid Sandvik, Borghild Niskin, król Olaf V, Erik Håker, Jacob Vaage, król Harald V i królowa Sonja (Norwegia) oraz Ingemar Stenmark (Szwecja).
Zginęła w pożarze swojego domu.

## Osiągnięcia

### Igrzyska olimpijskie
| Miejsce | Dzień       | Rok  | Miejscowość       | Konkurencja | Czas biegu | Strata | Zwyciężczyni   |
| ------- | ----------- | ---- | ----------------- | ----------- | ---------- | ------ | -------------- |
| 6.      | 30 stycznia | 1956 | Cortina d’Ampezzo | Slalom      | 1:52,3     | +5,7   | Renée Colliard |
| 14.     | 27 stycznia | 1956 | Cortina d’Ampezzo | Gigant      | 1:56,5     | +5,8   | Rosa Reichert  |
| 20.     | 23 lutego   | 1960 | Squaw Valley      | Gigant      | 1:39,9     | +5,6   | Yvonne Rüegg   |
| 14.     | 26 lutego   | 1960 | Squaw Valley      | Slalom      | 1:49,6     | +12,9  | Anne Heggtveit |

### Mistrzostwa świata
| Miejsce | Dzień       | Rok  | Miejscowość       | Konkurencja | Czas biegu | Strata | Zwyciężczyni   |
| ------- | ----------- | ---- | ----------------- | ----------- | ---------- | ------ | -------------- |
| 6.      | 30 stycznia | 1956 | Cortina d’Ampezzo | Slalom      | 1:52,3     | +5,7   | Renée Colliard |
| 14.     | 27 stycznia | 1956 | Cortina d’Ampezzo | Gigant      | 1:56,5     | +5,8   | Rosa Reichert  |
| 1.      | 3 lutego    | 1958 | Badgastein        | Slalom      | 1:45,6     | -      | -              |
| 10.     | 8 lutego    | 1958 | Badgastein        | Gigant      | 1:54,6     | +2,7   | Lucile Wheeler |
| 20.     | 23 lutego   | 1960 | Squaw Valley      | Gigant      | 1:39,9     | +5,6   | Yvonne Rüegg   |
| 14.     | 26 lutego   | 1960 | Squaw Valley      | Slalom      | 1:49,6     | +12,9  | Anne Heggtveit |